# Відмовник (еміграція)

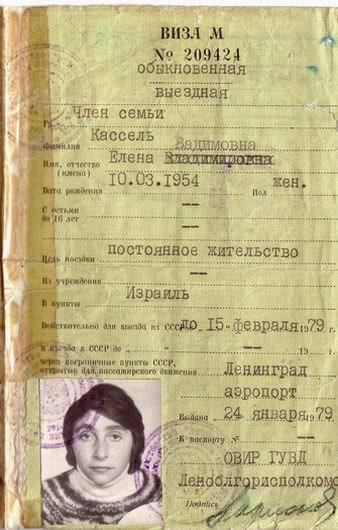
Для виїзду з СРСР недостатньо було отримати в'їзну візу держави, до якої виїжджаєш. Потрібно отримати також виїзну візу, яку видавали не всім охочим.

Відмовники — неофіційний термін, в 1970 — 1980-х роках в СРСР використовувався для позначення радянських громадян, які отримали від влади відмову у дозволі на виїзд з СРСР.

## Історія
З 1918 року радянська влада обмежила в'їзд і виїзд лише спеціальними дозволами (1922 року правила стали суворішими). В 1925 виїзд був практично заборонений, з 1934 втеча за кордон стала вважатися зрадою батьківщині.
У 1960-х — 1980-х роках у радянському суспільстві бажання людини законним шляхом емігрувати з СРСР вже не вважалося злочином, але розглядалося владою як зрада стосовно співгромадян. Процес подання та розгляду заяв на виїзд супроводжувався цілою низкою бюрократичних формальностей і дротів, покликаних максимально утруднити, а краще — унеможливити масову еміграцію. До ратифікації 1973 року Міжнародного пакту про громадянські та політичні права СРСР взагалі формально не визнавав права на вільну еміграцію, і видача дозволів на виїзд залежала лише від позиції влади.
Еміграційні настрої були особливо сильні серед радянських євреїв, але також і серед інших національних груп — радянських німців, греків, вірмен, а також релігійних груп, які зазнавали тиску влади, — старовірів, п'ятдесятників, баптистів, адвентистів, католиків.
Еміграційні настрої серед євреїв різко посилилися після Шестиденної війни 1967 року та війни 1973 року, коли СРСР повністю зайняв бік арабів у їхній збройній боротьбі проти Держави Ізраїль та підтримав радикальні палестинські рухи . Шестиденна війна викликала піднесення національної свідомості радянських євреїв. 10 червня 1968 року, через рік після розриву відносин з Ізраїлем, до ЦК КПРС надійшов спільний лист керівництва МЗС СРСР та КДБ СРСР за підписами Громико та Андропова з пропозицією дозволити радянським євреям емігрувати з країни. Наприкінці 1960-х — на початку 1970-х років політика Радянського Союзу щодо репатріації в Ізраїль пом'якшується, і в 1969—1975 роках до Ізраїлю прибуло близько 100 тисяч репатріантів із СРСР.
На початку 1970-х років, після Ленінградської літакової справи (спроби захоплення та викрадення за кордон пасажирського літака), радянська влада послабила обмеження на еміграцію з СРСР для інших груп охочих. При цьому багатьом, які подавали заяви про дозвіл на виїзд, влада відмовляла. Їх стали називати відмовниками або, по-англійськи, реф'юзниками (refusenik, відангл. to refuse — «відмовляти»). До кінця 1970-х років найпоширенішою причиною відмови у виїзді був секретний характер роботи подає заяву або родичів, що залишаються (чи не кожен, який працював у будь-якому НДІ, ставав кандидатом у відмовники). На початку 1980-х років, після початку Афганської війни і заслання А. Д. Сахарова, влада вирішила «закрити» еміграцію, і відмови стали отримувати величезну більшість тих, хто подав заяви в ОВІР на виїзд. Якщо 1979 року 51 333 осіб отримали виїзні візи, то 1982 року було отримано 2688 віз, 1983 року — 1315, а 1984 року лише 896. Радянська влада оголосила, що немає більше сімей, які чекають возз'єднання, хоча сім'ї багатьох відмовників перебували за кордоном.
Як причину для відмови вказувалися: служба в Радянській Армії, секретний характер роботи подає заяву або родичів, що залишаються, матеріальні або інші заперечення залишаються родичів, «невідповідність інтересам радянської держави».
Відмовники часто зазнавали переслідувань, наприклад звільнення з роботи, а потім кримінального переслідування за статтею за дармоїдство.
У 1987 році, з поширенням у політиці СРСР нових віянь, більшість відмовників отримали дозвіл на виїзд, і до кінця 1980-х років це явище практично зникло.

## Боротьба за право вільного виїзду
На захист відмовників, і особливо "в'язнів Сіону" (тобто заарештованих відмовників), розгорнувся значний рух у США, Англії, Франції, Ізраїлі та інших країнах:
- У 1959 Шабтай Бейт-Цві створив в Ізраїлі товариство "Маоз ", яким з 1968 керувала Голда Елін.
- У 1964 році Джейкоб Бірнбаум заснував у США організацію " Боротьба студентів за радянських євреїв[en] "[3].
- З 1969 року "Ліга захисту євреїв", створена раббі Меїром Кахане, розпочала відкриту боротьбу за визволення радянського єврейства[4].
- З 1968 вступив у боротьбу за визволення радянських євреїв Майкл Шербурн, який підтримував зі свого офісу в Англії телефонний контакт з сотнями відмовників[5].
- У 1968 році Сай Фрумкін[en] і Зеєв Ярославський[en] заснували Південно-Каліфорнійську раду на захист радянських євреїв[6].
- У 1970 році у Вашингтоні засновано Об'єднання комітетів на захист євреїв у колишньому СРСР, до складу якого увійшли декілька місцевих організацій США.
- У 1974 році в США була прийнята поправка Джексона — Веніка, яка передбачала тиск на СРСР через заборону експорту технологій, у тому числі подвійного призначення (цивільного та військового). Велику особисту роль реалізації санкцій проти СРСР зіграли президенти Картер і, особливо, Рейган.

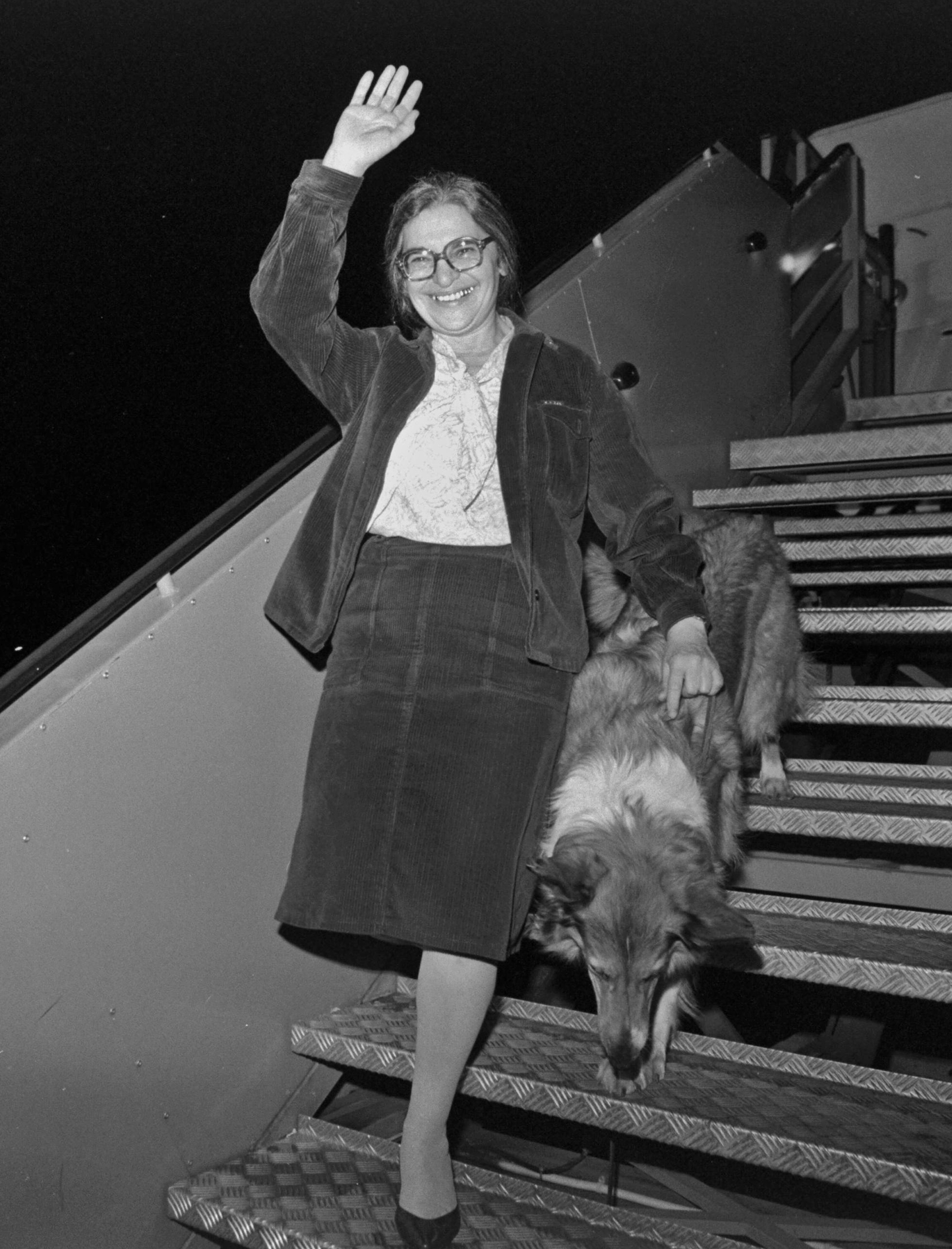
Відмовниця Іда Нудель в аеропорту ім. Бен-Гуріона, 1987 рік

Явище зникло після перебудови, розпаду СРСР та ухвалення законів про свободу в'їзду-виїзду з Росії.
19 грудня 2011 року в Ізраїлі було затверджено спеціальну програму пенсійних компенсацій відмовникам, які боролися за права виїзду євреїв до Ізраїлю.

## У витворах мистецтва
У літературі
- «Герберт і Неллі» — перші дві частини трилогії Давида Шраєра-Петрова
- У відмові. Збірник/Упоряд. В. Лазаріс (Бібліотека-Алія. Вип. 113). Єрусалим, 1986.

У кінематографі
- Москва на Гудзоні
- Відмовник